# Maria Kazecka
Maria Antonina Kazecka-Morgenrot (1880 - 1938) là một nhà văn và nhà thơ người Ba Lan. Trong giai đoạn cuối Thế chiến thứ nhất, bà đảm nhiệm vai trò y tá và chỉ huy các đơn vị phụ trợ của quân đội chính quy trong Trận chiến Lemberg (1918) nhằm để bảo vệ Lviv. Những tập thơ của Maria Kazecka được đánh giá cao vào đầu thế kỷ 20, nổi bật như: Kędy milczy słońce (1903) và Akwarelle (1904).

## Thơ
- Kędy milczy słońce (1903)[6]
- Akwarelle (1904)[7]
- Poezje, Tom III (1905)[8]
- Poezje (1907)[9]
- Utwory poetyckie wierszem i prozą (1900-1910, đồng tác giả: Zenon Przesmycki)[10]
- Lwów w pieśni poetów lwowskich (1919, biên tập, đồng tác giả: Kazimierz Bukowski)[11]
- Kwiaty dalekie, Tom V (1932)[12]